# Schaale
Die Schaale ist ein etwa 40 Kilometer langer Nebenfluss der Sude im Westen Mecklenburg-Vorpommerns und der natürliche Abfluss des Schaalsees.

## Verlauf

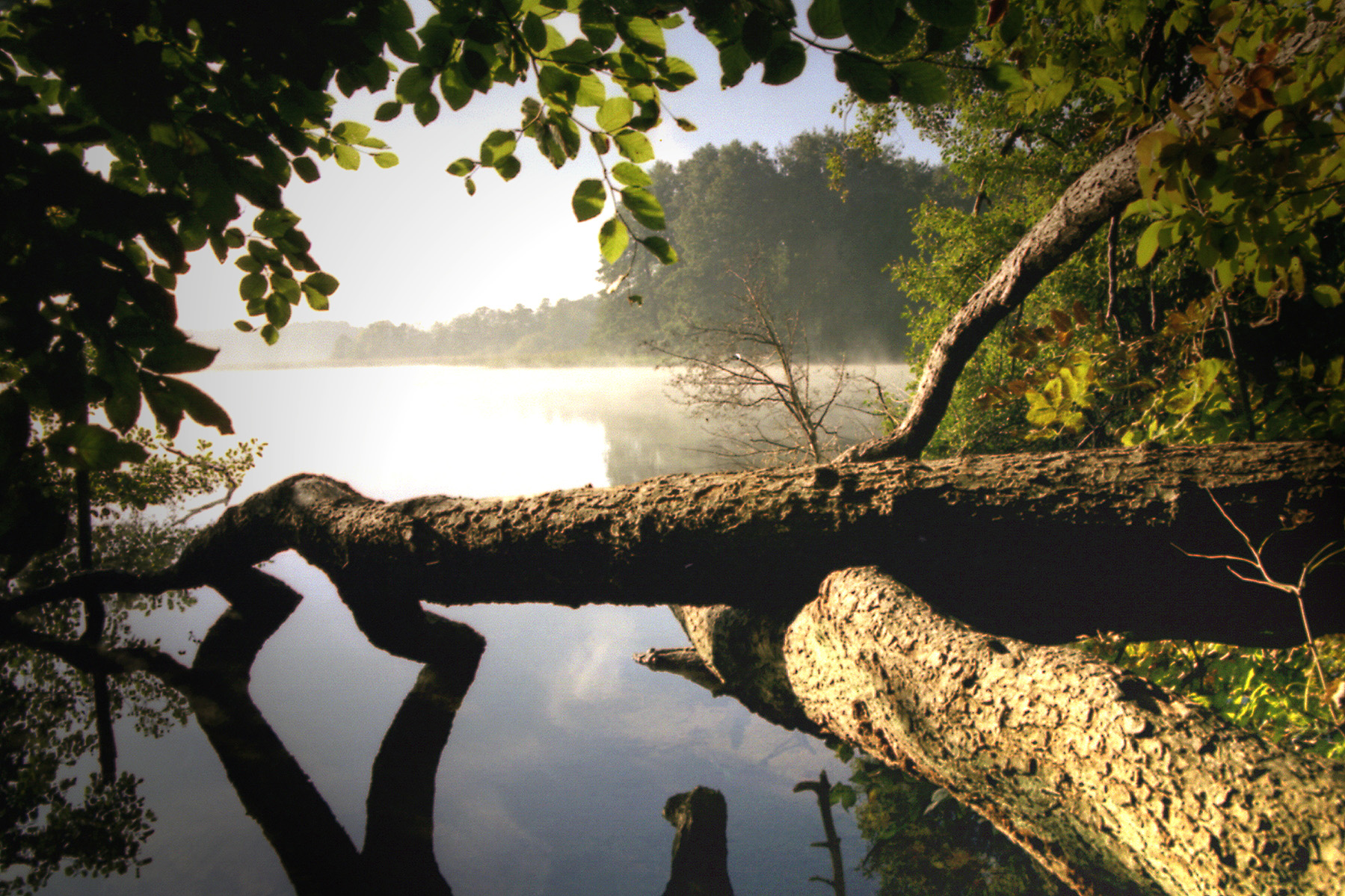
Schaalsee
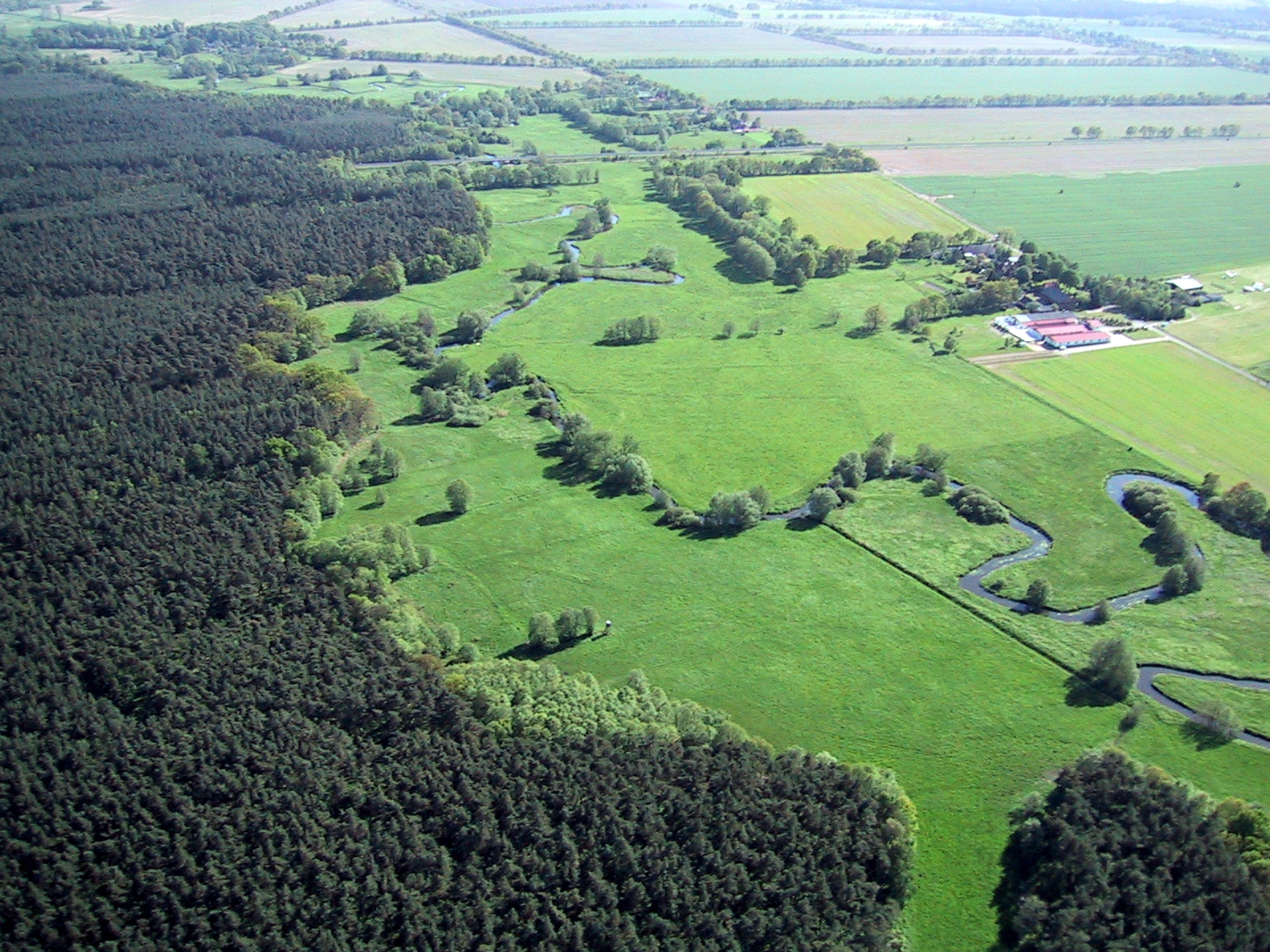
Luftaufnahme: Blick von Zahrensdorf (Neu Gülze) in südliche Richtung
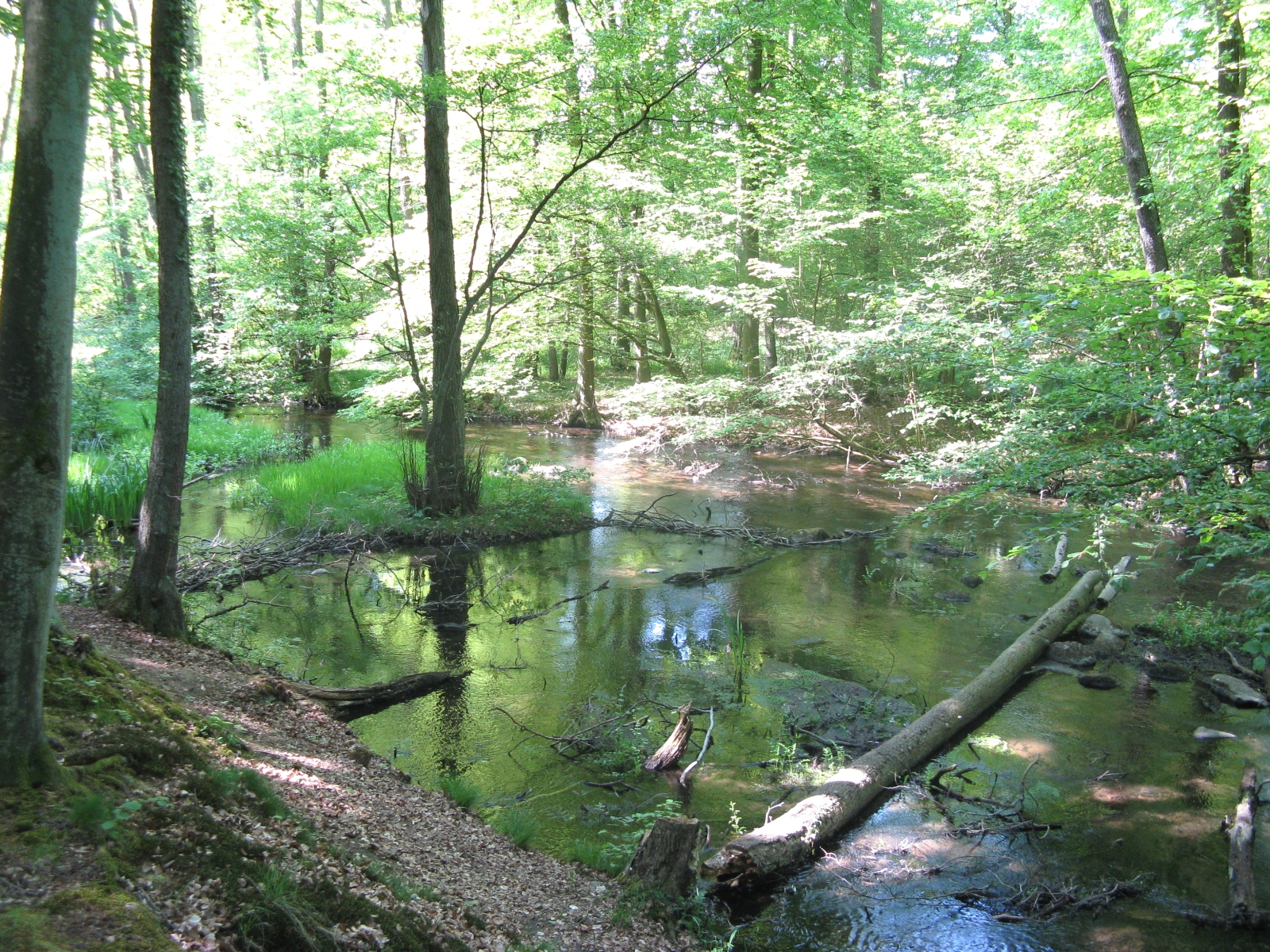
Schaale in einem Wald bei Kogel
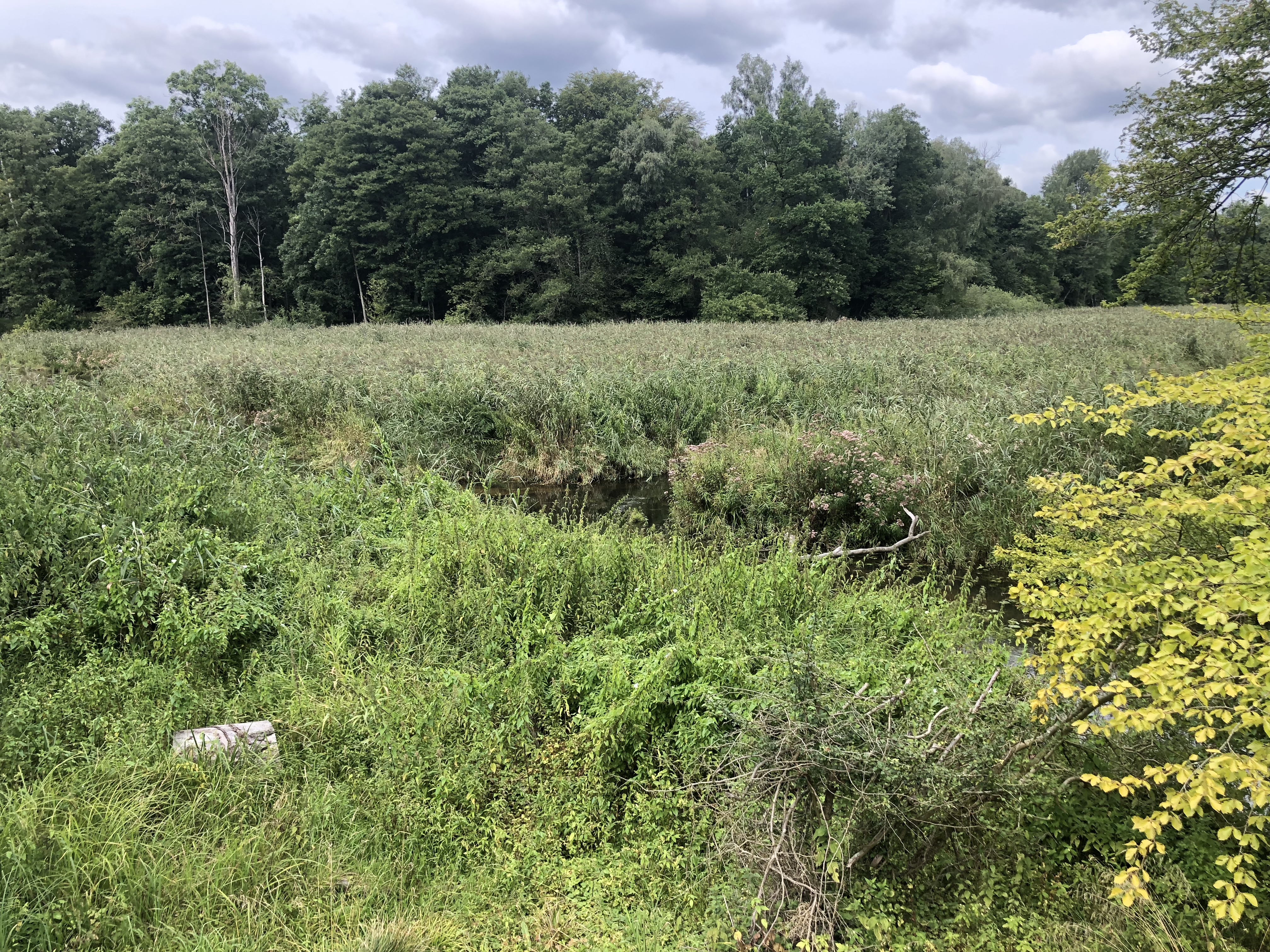
Die Schilde (von rechts unten) mündet bei Bennin in die Schaale (von hinten).
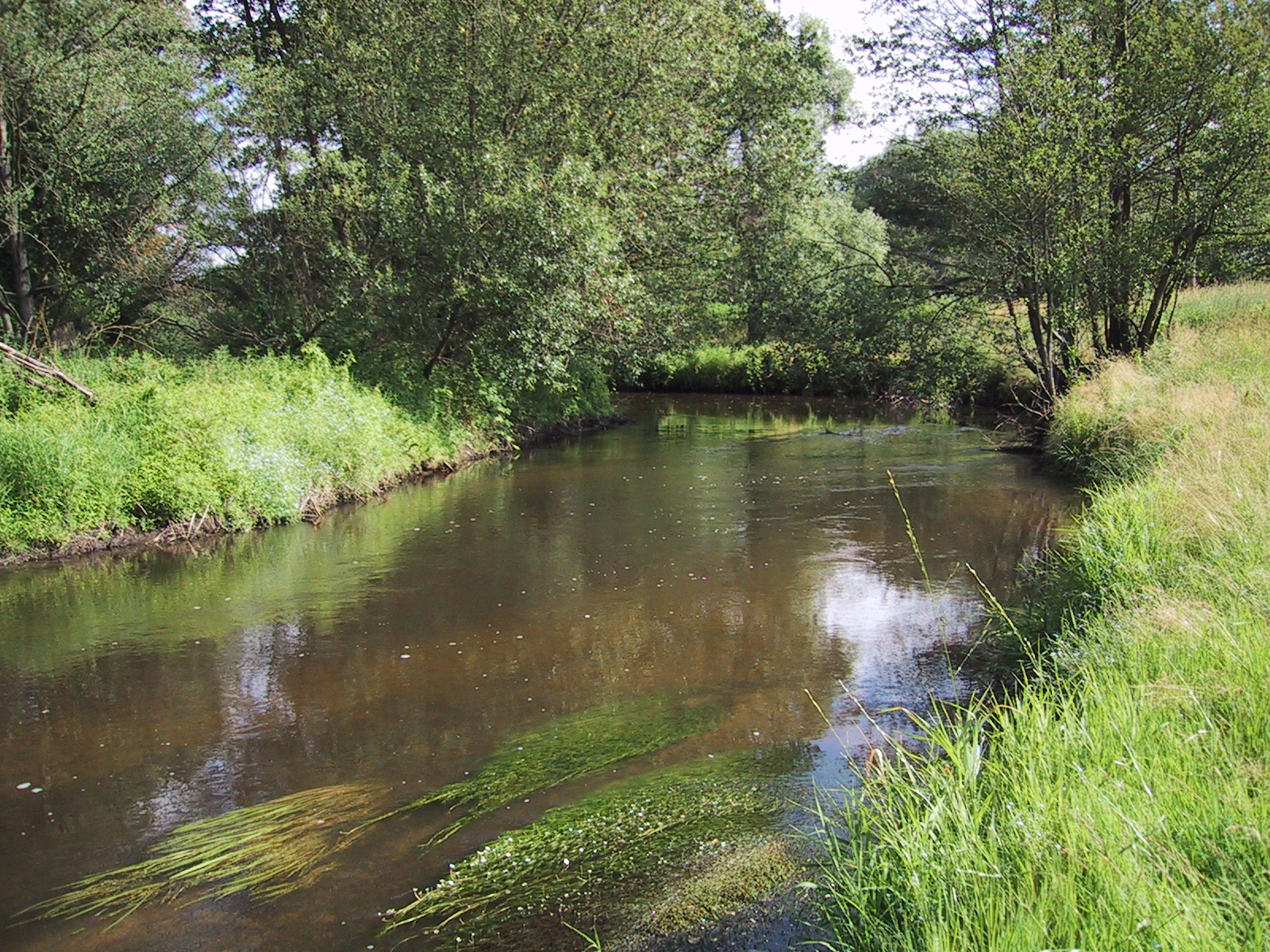
Schaale bei Hühnerbusch
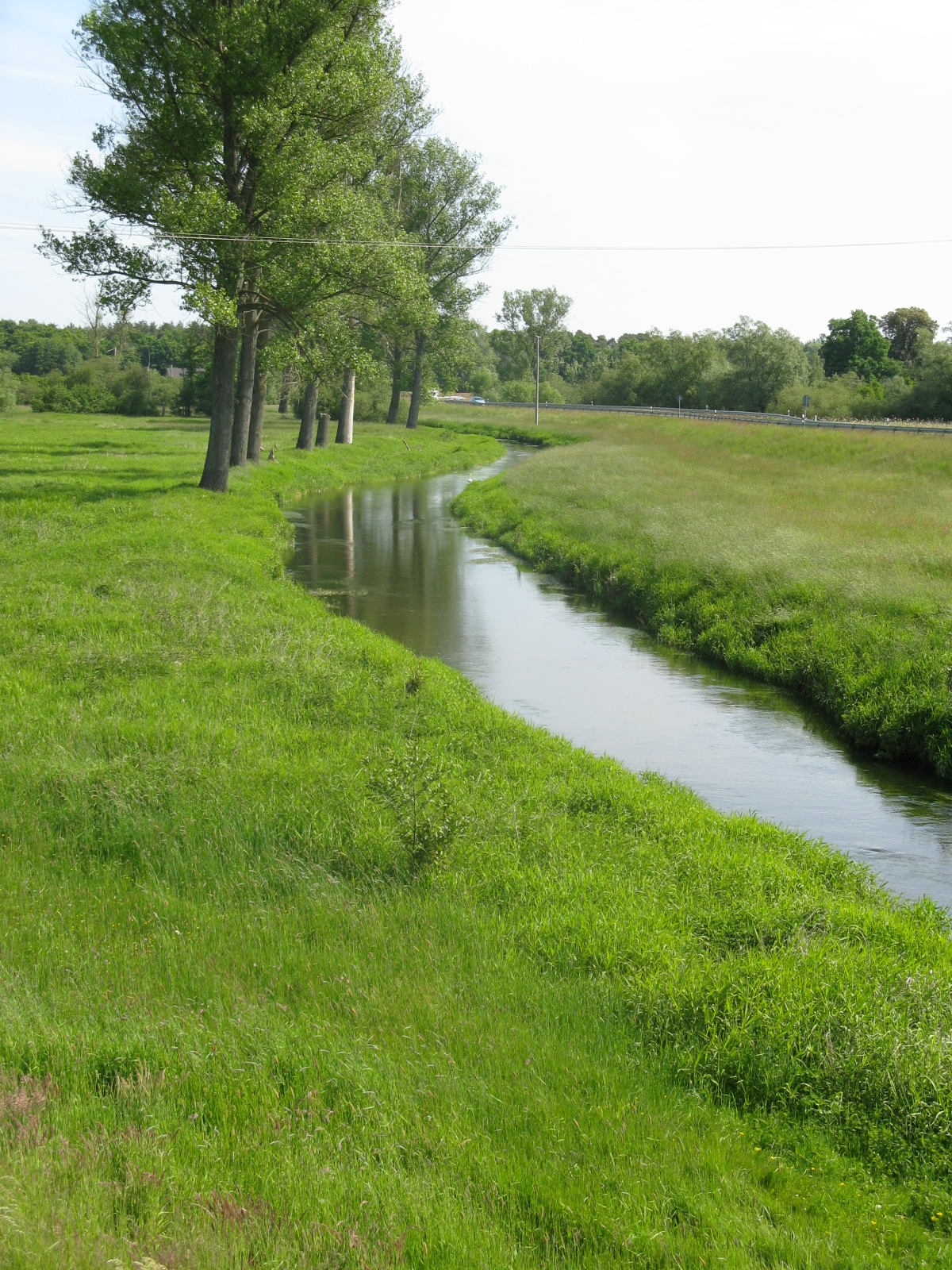
Kanalisierter Verlauf bei Blücher

Die Schaale tritt am Südufer über ein Wehr der 1980 stillgelegten Schaalmühle aus dem Schaalsee aus und verläuft südwärts zunächst durch ein Sandergebiet. Bei Schaalmühle fließt ihr linksseitig der Hammerbach aus dem Boissower See zu. Südlich von Kogel mündet die Kleine Schaale, nördlich von Vietow der Faule Bach und südlich von Bennin die Schilde ein. Von hier an nimmt das Gefälle ab und der Fluss bildet Mäander aus. Bei Zahrensdorf erreicht die Schaale das Elbe-Urstromtal und das UNESCO-Biosphärenreservat Flusslandschaft Elbe-Mecklenburg-Vorpommern. Ab Hühnerbusch ist der Flusslauf weitgehend begradigt, wobei das ursprüngliche Flussbett erhalten ist und Nebenarme bildet. Der Unterlauf ist durch bewaldete Dünenzüge und bewirtschaftete, im Frühjahr oft überschwemmte Feuchtwiesen geprägt. Südöstlich von Gülze mündet die Schaale in die Sude, die ihrerseits wenige Kilometer weiter westlich in die Elbe mündet.
Der langjährige mittlere Abfluss an der Mündung beträgt 3,4 m³/s. Die abgeführten Wassermengen der Schaale kommen nur zu einem kleinen Teil direkt aus dem Schaalsee, hauptsächlich stammen sie aus uferseitigen Quellen und Zuflüssen
des insgesamt 686 km² großen Einzugsgebietes.
Der gesamte Verlauf der Schaale sowie die angrenzenden Flächen waren durch die Ausweisung der Naturschutzgebiete Schaalelauf und Schaaleniederung unter gesetzlichen Schutz gestellt. Der kanalisierte Flusslauf südlich von Blücher lag innerhalb des NSG Sudeniederung zwischen Boizenburg und Besitz.

## Geschichte

### Name
Die Schaale wird in einer Urkunde von 1279 als Scalen erwähnt. Eine Namensherleitung ist aus dem altslawischen oder polnischen skala für Stein, Fels (altsl.) bzw. Klippe, Fels (polnisch) möglich. Demnach steht der Name Schaale für die Steinige/Steinbach.

### Entstehung
Die Schaale entstand als Schmelzwasserablauf des Eisvorstoßes des Frankfurter Stadiums der Weichsel-Kaltzeit. Sie verläuft mehrheitlich in einem bis zu zehn Meter in den Sander eingesenkten Kastental mit ausgeprägten, unterschiedlich alten Gleit- und Prallhängen sowie Terrassen. Im Flusslauf vorkommende Findlinge und Schotter entstanden durch Freispülungen saalekaltzeitlicher Moränezüge.

### Nutzungsgeschichte
Anfang des 15. Jahrhunderts suchten die Lüneburger Salzhändler nach alternativen Transportwegen durch Mecklenburgisches Gebiet, um sich von ihrer alleinigen Abhängigkeit beim Salzhandel über den Stecknitz-Kanal nach Lübeck zu befreien. Geplant wurde der Ausbau eines Wasserweges von Lüneburg über die Ilmenau, die Elbe, den Unterlauf der Sude in die Schaale und durch den Schaalsee bis Dutzow und von dort über Land weiter nach Wismar, um dort einen zweiten Salzumschlagplatz zu etablieren.
Dies war 1588 für Lübeck Anlass, die Vereinigung von Ratzeburger See und Schaalsee ins Auge zu fassen, weil es dann über die Wakenitz einen direkten Zugang zur Elbe gehabt hätte, die Planungen Lübecks wurden jedoch nicht realisiert. Der Bau des Wallensteingrabens zwischen Wismar und dem Schweriner See begann unter Herzog Albrecht VII. 1531 ab Hohen Viecheln in einem ersten Abschnitt bis zum Lostener See, der neue Kanal wurde daher zunächst Viechelner Fahrt genannt. Weiteres scheiterte zunächst an der Uneinigkeit mit seinem Mitregenten und Bruder Heinrich V.
Während seit 1510 das Boizenburger Schifferamt mit der alleinigen Beschiffung der Sude landesherrlich privilegiert war, durften Salz-Transporte über die "Schaalfahrt" bis Wismar auch von den Lüneburgern selbst durchgeführt werden, sofern dies ohne das Umladen auf kleinere Boote durchführbar waren. In der Zeit von 1564 bis 1830 war der Flusslauf durch 13 Stau- und Kastenschleusen geregelt, die die Befahrbarkeit der Schaale mit Schiffen geringen Tiefgangs in beiden Richtungen ermöglichen sollten. Tatsächlich wurde die Schaale von 1564 bis 1855 in der Hauptsache flußabwärts für die Versorgung der Lüneburger Saline mit am Flusslauf gewonnenen und zum Transport geflößten Holz aus Mecklenburg genutzt. Salztransporte per Schiff endeten vermutlich auch nach dem Schleusenbau aufgrund des zu großen Tiefgangs der verwendeten Eichenschiffe in Lauenburg, Boizenburg oder an der Lüneburger Holzhude zur Wappau und gingen von dort wie auch in früheren Zeiten über Gadebusch und Mühlen Eichsen bzw. Hagenow und Schwerin auf dem Landwege nach Wismar.
Neben der Schaale als natürlichem Abfluss entstand von 1923 bis 1925 im Anschluss an die Seenkette aus Schaalsee, Puhlsee, Pipersee und Salemer See der Schaalseekanal zum etwa 30 Meter tiefer liegenden Küchensee, einem Teil des Ratzeburger Sees, um das Gefälle zum Betreiben eines Wasserkraftwerkes in Farchau zu nutzen. Diese Baumaßnahme führt seither zu einem stark verringerten Ablauf über die Schaale. Trotz der künstlich geschaffenen Wasserverbindung mit einem Abfluss über die Wakenitz und Trave in die Ostsee wird der Schaalsee hydrologisch zum Einzugsgebiet der Schaale und somit der Elbe gezählt.

## Flora und Fauna
Im Oberlauf der Schaale wird ein Kalk-Zwischenmoor mit seltenen Pflanzenarten durchflossen.
Im Bereich der Schaale kommen Fischotter, Biber und 22 Fischarten, unter anderem Quappe, Westgroppe, Steinbeißer, Bachforelle und Bachneunauge, sowie Bachmuschel und Erbsenmuschel vor.

## Naturschutz
Bereits 1934 und 1982 wurden Teile des Schaalelaufs unter Schutz gestellt. Seit 1982 bestand das Naturschutzgebiet Schaaletal bei Schildfeld und Vietow (113A) und wurde 1993 durch das NSG Schaalelauf (113B) erweitert. Das NSG Schaaleniederung zwischen Zahrensdorf und Blücher (169) existierte seit 1990.
Heute liegt der untere Schaalelauf im UNESCO-Biosphärenreservat Flusslandschaft Elbe-Mecklenburg-Vorpommern. Mit Verabschiedung des „Gesetzes über das Biosphärenreservat Flusslandschaft Elbe Mecklenburg-Vorpommern“ vom 15. Januar 2015 wurde das Großschutzgebiet zur Umsetzung der nationalen Kriterien für die Anerkennung und Überprüfung von Biosphärenreservaten der UNESCO in Deutschland in Kern- und Pflege- und Entwicklungszonen gegliedert (§ 6 BRElbeG M-V). Gleichzeitig wurden mit Artikel 7 des Gesetzes „Aufhebung von Rechtsvorschriften“ die nationalen Schutzgebietsverordnungen und Beschlüsse u. a. zu Landschafts- und Naturschutzgebieten sowie zum Naturpark „Mecklenburgisches Elbetal“ aufgehoben, so dass diese Schutzgebietskategorien innerhalb des Biosphärenreservates nicht mehr existieren. Die Flächen des Naturschutzgebietes sind in den Schutzstatus Pflegezone in das UNESCO-Biosphärenreservat Flusslandschaft Elbe-Mecklenburg-Vorpommern übergegangen.
Der Mündungsbereich der Schaale in den Schaalsee ist Bestandteil des FFH-Gebietes Schaalsee (MV).